# 广东异型兰
广东异型兰（学名：Chiloschista guangdongensis）为兰科异型兰属下的一个种。它们是中国的特有种，分布于广东乳源。其栖息地位于山地常绿阔叶林中。
其种加词“guangdongensis”意为“广东的”。

## 保育现状
在中国物种红色名录中，广东异型兰被列为极危。它们的栖息地较为狭小且因当地农业林业发展而退化。